# Desiderio di re
Desiderio di re (The King Steps Out) è un film del 1936 diretto da Josef von Sternberg sulla storia del giovane Francesco Giuseppe innamorato di Sissi, (Elisabetta di Baviera). Il film è interpretato da Grace Moore e da Franchot Tone.
Il film venne presentato in concorso alla 4ª Mostra del Cinema di Venezia.

## Trama
La famiglia granducale bavarese si reca a Vienna, in Austria, per conoscere il giovane imperatore Francesco Giuseppe, che è promesso sposo della primogenita Louise. Ma Francesco Giuseppe, quando conosce la sorella minore Elisabeth, detta Sissi, si innamora di lei: finge quindi di essere un qualsiasi cittadino e, travestito da ussaro, la porta a una festa di Carnevale. Nel frattempo, Louise si è innamorata di un altro. Dopo vari equivoci, l'imperatore si dichiara a Sissi e il duca Massimiliano riesce a porre il lieto fine alla vicenda, combinando i matrimoni delle due figlie.

## Produzione
Il film fu prodotto dalla Columbia Pictures Corporation.

## Distribuzione
Distribuito dalla Columbia Pictures, il film venne presentato in prima il 12 maggio 1936 per uscire in seguito nelle sale cinematografiche statunitensi il 28 maggio 1936.